# Adrien Marquet
Adrien Theodore Ernest Marquet (* 6. Oktober 1884 in Bordeaux; † 3. Februar 1955 ebenda) war ein französischer sozialistischer Politiker der Section française de l’Internationale ouvrière (SFIO) und über 19 Jahre Bürgermeister seiner Heimatstadt. 1934 war er Mitglied der Regierung Gaston Doumergue sowie Staatsminister und 1940 Innenminister der Regierung Philippe Pétain und Pierre Laval. Marquet war der erste französische Politiker, der im Bezug auf den Kriegsgegner von notwendiger Zusammenarbeit (collaboration) sprach.

## Leben
Bereits mit 22 Lebensjahren war Marquet zugelassener Zahnarzt, neben seinem Beruf aber stark politisch interessiert. 1912 wurde er in den Stadtrat seiner Heimatstadt gewählt und wenig später Stellvertreter der Abgeordnetenkammer. 1924 war er zudem Stellvertreter des Cartel des gauches, die Mitte der 1930er Jahre in der Front populaire aufging. 1925 bis 1944 war Marquet Bürgermeister von Bordeaux.
Als sein großes Verdienst ist die Erhebung der Stadt zur Großstadt zu nennen. Unter dem Namen „Marquet-Plan“ schaffte er zur Beseitigung der Arbeitslosigkeit durch beträchtliche Baumaßnahmen ab 1934 eine Belebung der städtischen Bautätigkeit. Für die Umsetzung zeichnete der Architekt Jacques D’Welles (1883–1970) hauptverantwortlich, der dabei den sogenannten Architecture Art déco à Bordeaux, einen Post-Jugendstil, schuf. Dieser zeichnet sich durch einfache Strukturen und Linien sowie innovative Baumaterialien wie Beton aus.
Adrien Marquet wurde 1937 ein wichtiger Vertrauter von Otto Abetz, der ab August 1940 bis 1944 Botschafter Deutschlands im besetzten Frankreich war. Abetz, ein frankophiler Nationalsozialist, bewirkte unter französischen Intellektuellen und Politikern, dass sich Marquet als Stellvertreter Bordeaux’ ohne Widerstand zur Kapitulation überreden ließ. Bordeaux, die wichtige französische Hafenstadt am Atlantik, wurde auf sein Kommando schon vor dem deutschen Vormarsch im Juni 1940 entmilitarisiert, später war er einer der Befürworter eines Waffenstillstandes. Auch bei der Befreiung der Stadt von der Wehrmacht kam es weder zu Personen- noch Gebäudeschäden.
Am 10. Juli 1940 stimmte er in der Nationalversammlung für die erweiterten Vollmachten für Marschall Philippe Pétain. Im September 1940 verweigerte er sich dem Widerstand, befürwortete die Zusammenarbeit mit Nazi-Deutschland und machte dies publik, vor allem in der von ihm selbst gegründeten Zeitung Le Progrès de Bordeaux. Das Rathaus zeigte 1942 die antisemitische Wanderausstellung Le Juif et la France (Der ewige Jude). Während seiner Amtszeit zeigte Marquet keinerlei Bestrebungen zur Unterstützung jüdischer Bürger. In der Besatzungszeit wurden insgesamt 1.681 Juden in Bordeaux verhaftet. Ebenso gab es 1944 keine Einwände gegen die Deportation seines ehemaligen Stellvertreters Joseph Benzacar, der in Auschwitz umgebracht und nach dem später in Bordeaux eine Straße benannt wurde.
1948 wurde Marquet zu zehn Jahren Haft wegen „nationaler Demütigung“ (französisch indignité nationale) verurteilt; die Haft wurde später auf fünf Jahre verkürzt. Bei einem öffentlichen Auftritt zu einer Wahlkampagne in einer Sportarena im Herzen der Stadt endete sein Leben am 3. April 1955 durch einen Herzinfarkt.

## Staatsämter
Am 23. Juni 1940 wurde er zum Staatsminister unter Philippe Pétain ernannt. In einer vier Tage später erfolgten Kabinettsumbildung bekam er von Charles Pomaret (1897–1984) das Innenministerium. Im Unterschied zu anderen Ministern hatte er zwar nicht an der nationalen Revolution aktiv teilgenommen, sich aber an der Absetzung der Präfekten beteiligt, die für zu nahe an der republikanischen Linken gehalten wurden. Er behielt dieses Amt im ersten Vichy-Kabinett (Laval V) bis September 1940; danach mussten alle ehemaligen Parlamentarier aus der Regierung ausscheiden.
Diese Ernennung ist der Freundschaft zu Pierre Laval zu verdanken. Adrien Marquet sagte dazu im Radio:

„Nous sommes dans les décombres du régime capitaliste, libéral et parlementaire… Il faut concilier les points de vue allemand et français; de cette collaboration dépend le retour à la vie normale.“

„Wir sind in den Ruinen des Kapitalismus entkommen, den liberalen und parlamentarischen… Man muß die Standpunkte der Deutschen und Franzosen versöhnen, an dieser Zusammenarbeit hängt die Rückkehr in ein normales Leben.“